# 讓兒童來近我主
《讓兒童來近我主》是天主教香港教區的粵語彌撒歌曲，以往曾有個別堂區在聖祭禮儀結尾當兒童排隊領受神父的祝福時，由聖詠團（詩班）及會眾一起頌唱。
1979年8月，粵語流行音樂人兼天主教徒黃霑應基督普世君王節，免費並以本名「黃湛森」，為天主教香港教區譜寫此曲。歌曲屬於C大調，中板（108BPM）。樂譜自2005年起收錄於禮儀專用聖歌集，新編《頌恩：信友歌集》內（第357首）。
在華人社會的彌撒和日常崇拜中，絕少有詩歌是流行樂人的創作（著名例子包括曾路得、潘源良、鍾肇峰、金培達、麥皓輪、鄭國江、林慕德、盧永強、詹天文等），還有多首包括信奉基督教的女歌手周慧敏在學生時期所創作的一首聖詩、曾路得多首基督教音樂作品、詹天文《祢是唯一》。

## 外部連結
- 天主教香港教區聖樂委員會（页面存档备份，存于）網站
- 天使綸音（页面存档备份，存于）為禮儀小百科（页面存档备份，存于）手機App錄製的 讓兒童來近我主（页面存档备份，存于）網上收聽